# ディエゴ・ラクサール
ディエゴ・セバスティアン・ラクサール・スアレス（Diego Sebastián Laxalt Suárez, 1993年2月7日 - ）は、ウルグアイ・モンテビデオ出身のサッカー選手。元ウルグアイ代表。ロシアサッカー・プレミアリーグ・FCディナモ・モスクワ所属。ポジションはミッドフィールダー。
なお、祖父母がシチリア出身であるため、イタリアのパスポートも有する。

## クラブ経歴
2012年9月、ウルグアイのデフェンソール・スポルティングでプロデビュー。2013年1月、シーズン終了後のインテル移籍が内定し、2013年7月に正式に移籍が決定。同年8月にサフィル・タイデルの加入に絡み、ボローニャFCへレンタルで移籍した。
2014年8月15日、セリエAへ昇格したエンポリFCへレンタル移籍。契約にはエンポリ側による買取オプションと、インテル側による買戻しオプションがつけられていた。しかしシーズン前半を終了した時点で4試合の出場に留まったため、レンタルは半年で打ち切りとなった。
2015年1月、ジェノアCFCへ1年半のレンタル移籍。2016年7月30日、クリスティアン・アンサルディの移籍交渉の一部として完全移籍を果たした。2018年8月、ACミランへ完全移籍。2019年8月30日、トリノFCへの買取オプション付きのローン移籍が発表された。2020年1月31日、ACミランへ早期復帰が発表された。2020年10月5日、セルティックFCへのローン移籍が発表された。2021年6月22日、FCディナモ・モスクワへの完全移籍が決定した。

## 代表経歴

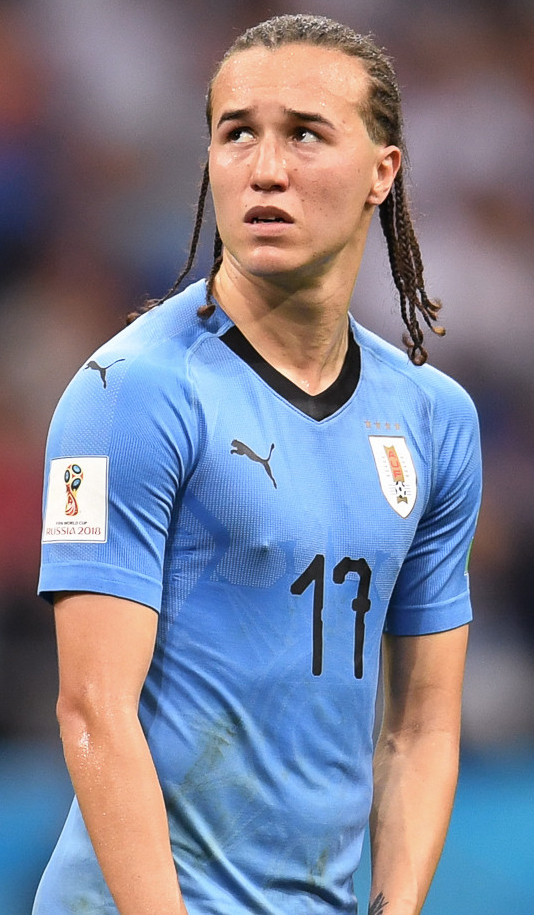
ウルグアイ代表でのラクサール(2018年)

ウルグアイU-20代表として2013年の南米ユース選手権に出場。チームは3位となり、FIFA U-20ワールドカップ出場権獲得した。同年の夏にトルコで開催されたU-20ワールドカップにも出場し、ウルグアイの準優勝に貢献した。
2016年5月、負傷したクリスティアン・ロドリゲスに代わりにコパ・アメリカ・センテナリオのメンバーに選出された。
2018年、ワールドカップロシア大会のメンバーに選出され、グループステージ初戦のエジプト戦を除く4試合に出場した。

## 個人成績
2021年8月21日現在
| クラブ              | シーズン | リーグ | リーグ | カップ | カップ | 国際大会 | 国際大会 | その他 | その他 | 通算 | 通算 |
| クラブ              | シーズン | 出場   | 得点   | 出場   | 得点   | 出場     | 得点     | 出場   | 得点   | 出場 | 得点 |
| ------------------- | -------- | ------ | ------ | ------ | ------ | -------- | -------- | ------ | ------ | ---- | ---- |
| デフェンソール      | 2012-13  | 15     | 1      | 0      | 0      | 0        | 0        | –      | –      | 15   | 1    |
| ボローニャ (loan)   | 2013-14  | 15     | 2      | 0      | 0      | –        | –        | –      | –      | 15   | 2    |
| エンポリ (loan)     | 2014-15  | 4      | 0      | 3      | 1      | –        | –        | –      | –      | 7    | 1    |
| ジェノア (loan)     | 2014-15  | 8      | 0      | 0      | 0      | –        | –        | –      | –      | 8    | 0    |
| ジェノア (loan)     | 2015-16  | 35     | 3      | 1      | 0      | –        | –        | –      | –      | 36   | 3    |
| ジェノア            | 2016-17  | 36     | 1      | 3      | 0      | –        | –        | –      | –      | 39   | 1    |
| ジェノア            | 2017-18  | 32     | 3      | 2      | 1      | –        | –        | –      | –      | 34   | 4    |
| ジェノア            | 通算     | 111    | 7      | 6      | 1      | 0        | 0        | 0      | 0      | 117  | 8    |
| ミラン              | 2018-19  | 20     | 0      | 4      | 0      | 5        | 0        | –      | –      | 29   | 0    |
| ミラン              | 2019-20  | 4      | 0      | 2      | 0      | –        | –        | –      | –      | 6    | 0    |
| ミラン              | 通算     | 24     | 0      | 6      | 0      | 5        | 0        | 0      | 0      | 35   | 0    |
| トリノ (loan)       | 2019-20  | 16     | 0      | 2      | 0      | 0        | 0        | 0      | 0      | 18   | 0    |
| セルティック (loan) | 2020-21  | 17     | 1      | 3      | 0      | 6        | 0        | –      | –      | 26   | 1    |
| 総通算              | 総通算   | 202    | 11     | 20     | 2      | 11       | 0        | 0      | 0      | 233  | 13   |

## 代表歴

### 出場大会
- ウルグアイ代表
  - 2018 FIFAワールドカップ

### 試合数
- 国際Aマッチ 24試合 0得点（2016年-2019年）[14]

| ウルグアイ代表 | 国際Aマッチ | 国際Aマッチ |
| 年             | 出場        | 得点        |
| -------------- | ----------- | ----------- |
| 2016           | 2           | 0           |
| 2017           | 1           | 0           |
| 2018           | 12          | 0           |
| 2019           | 9           | 0           |
| 通算           | 24          | 0           |